# سمكة الصندوق

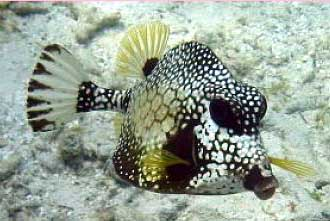
سمكة الصندوق اللؤلوئية

أسماك صندوقية أو أبو صندوق (بالإنجليزية: Ostraciidae) من نوع شعاعيات الزعانف عظمية، ينفوخيات الشكل تشبه سمكة المنفاخ وسمكة المبرد . تعيش في الشعب المرجانية وقليل منها يعيش في أخوار من المياه العذبة. يوجد منها 24 نوع منتمية إلى 8 أجناس.

## صفاتها
يتميز جسم أسماك الصندوق بدرع عظمي مكون من عظام سداسية الشكل يغطيها، له فتحات للفم والعينان والخياشيم والزعانف والشرج. يمكن أن يكون الدرع أملسا أو متعرجا خشنا. بعض منها له على مقدمة رأسه قرونا، ومن بطنه تخرج أشواك إلى الخلف. ونظرا لكون الدرع يغطي فتحة الخياشيم فلا تستطيع سمكة الصندوق التنفس عن طريق فتح غطاء الخياشيم، ولكن يقوم قاع الفم بمهمة التنفس.
يفتقد سمك الصندوق زعانف البطن والاضلاع . ولا توجد لزعانف الظهر والخلفية أشواك وبدلا منها توجد بين 9 إلى 13 أشواك رقيقة لتلك الزعنفتين. عدد الفقرات يبلغ 18 فقرة . وكل فك مكون من 10 من أسنان لوحية متماسكة مع بعضها البعض. يتكون

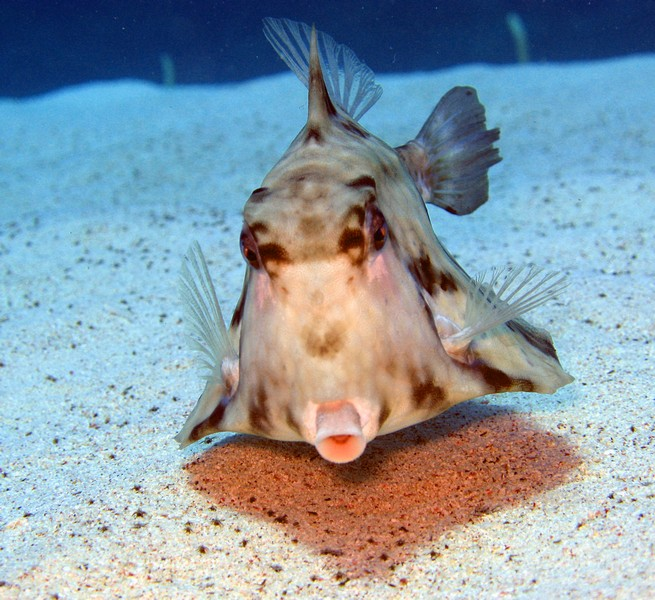

أسماك الصندوق تكون في الغالب ملونة وأشكال تتماشى مع شكل الجسم المدرع . وفي كثير من أنواعها تكون الذكور ذات ألوان مختلفة عن ألوان الإناث.
يحمي سمك الصندوق درعه، وبالإضافة إلى ذلك يحمي نفسه بواسطة سم يسمى «باهوتوكسين» ، وهو سم يصيب الأعصاب . في حالة الدفاع عن نفسه . وإذا كان سمك الصندوق في وعاء لتربية الأسماك فقد يقتل سم الباهوتوكسين سمك الصندوق نفسه إذا كان الوعاء صغيرا، إذ أن سمك الصندوق يفرز سمه في حالة الإجهاد والفزع.

## صور لأسماك الصندوق

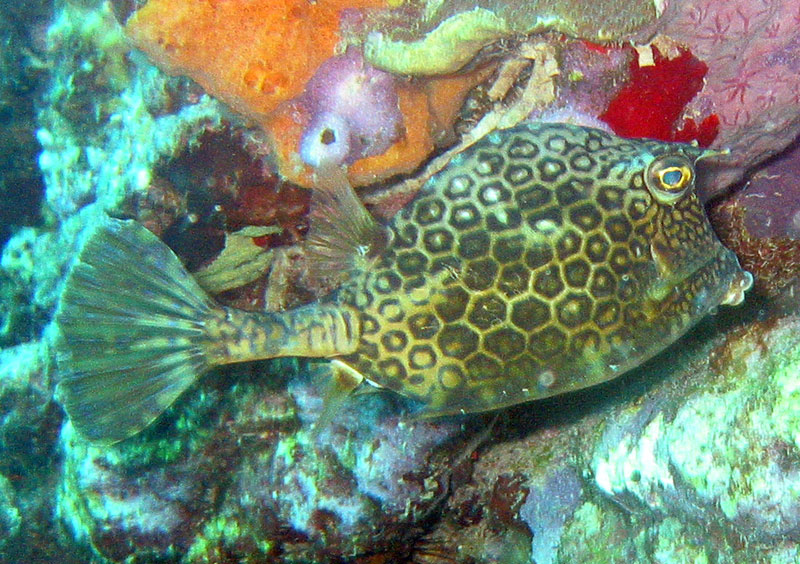
Acanthostracion polygonius
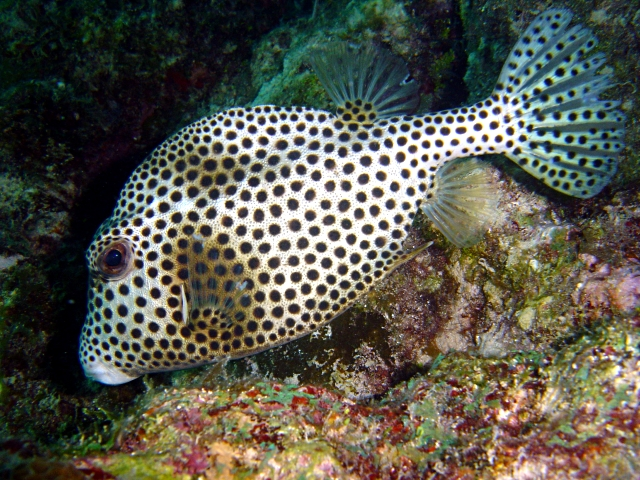
Lactophrys bicaudalis
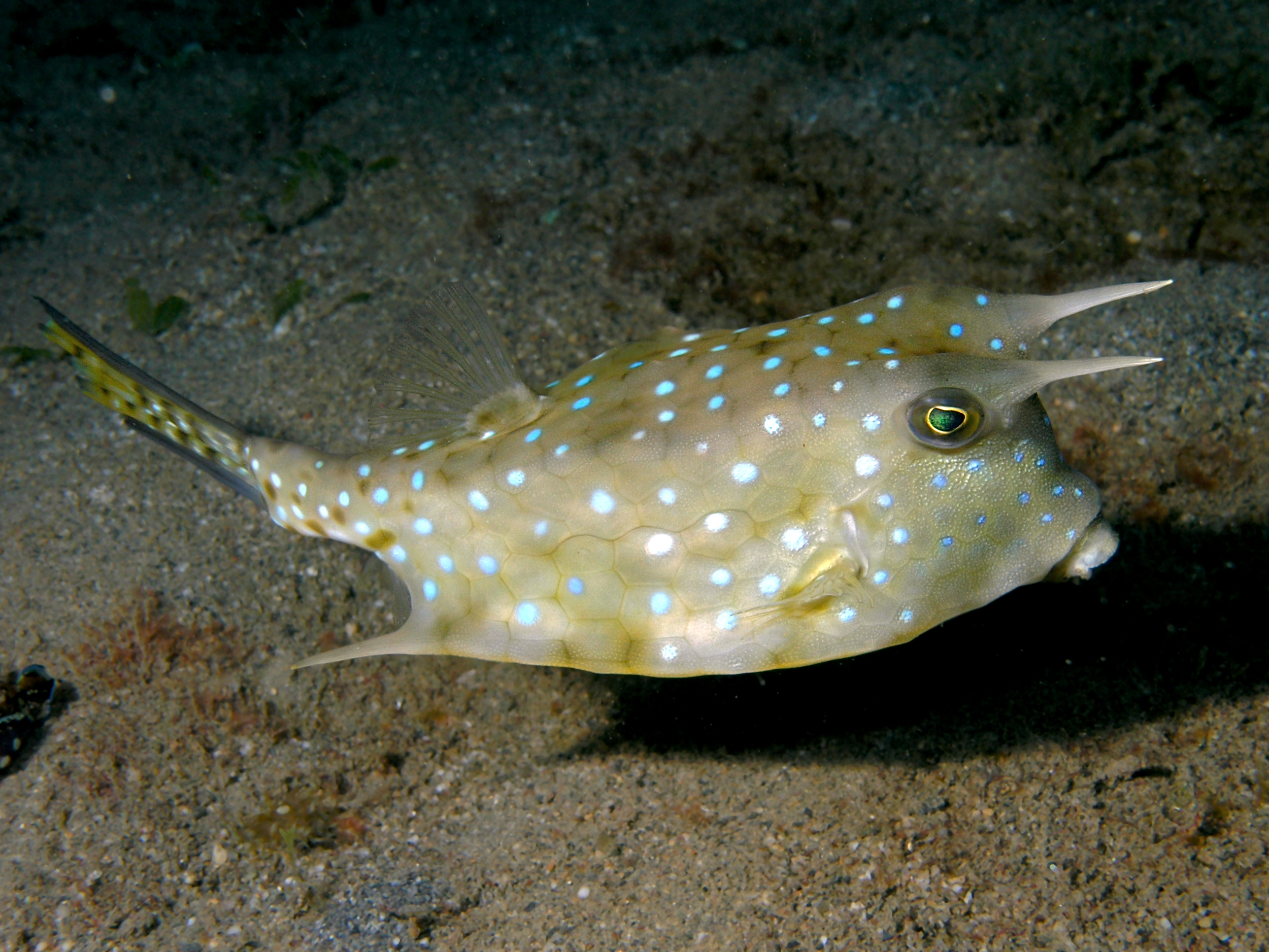
Lactoria cornuta
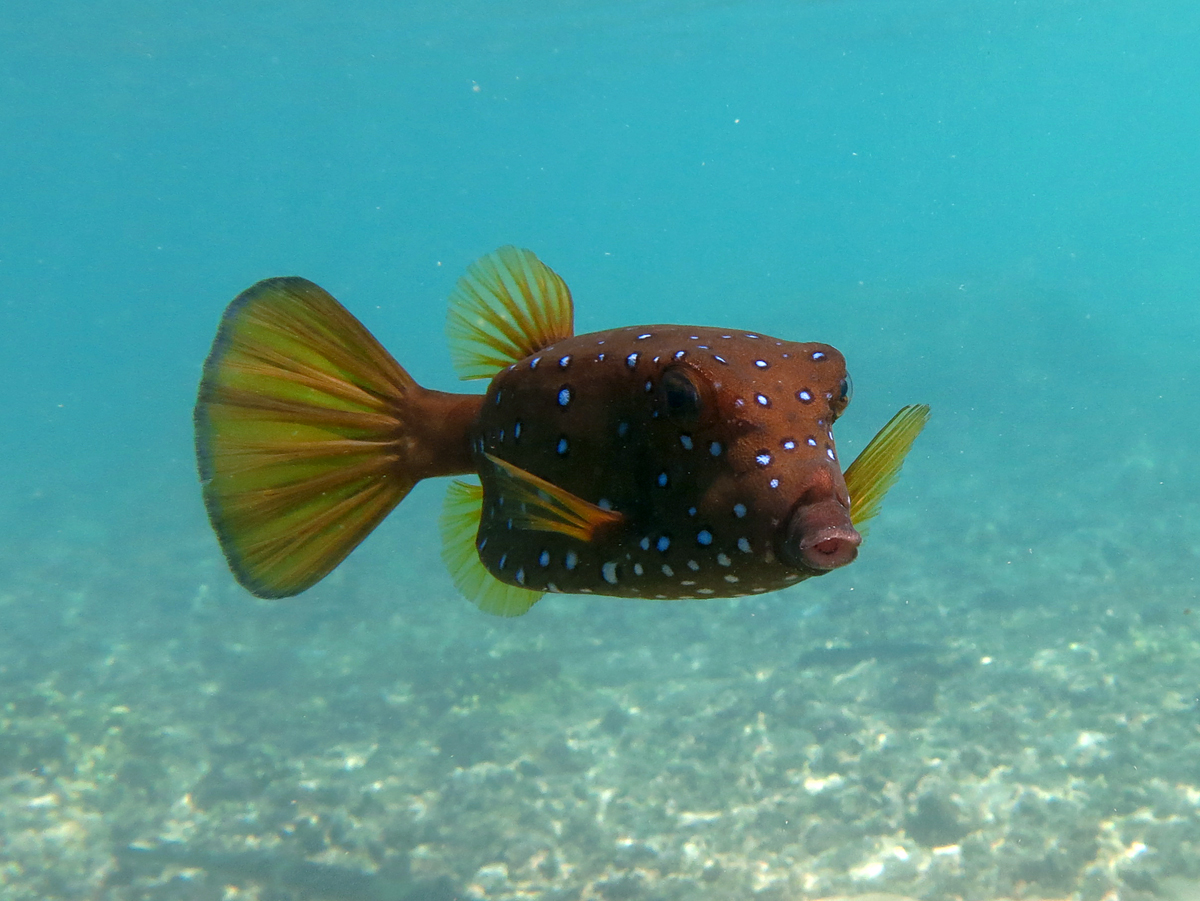
Ostracion cubicus
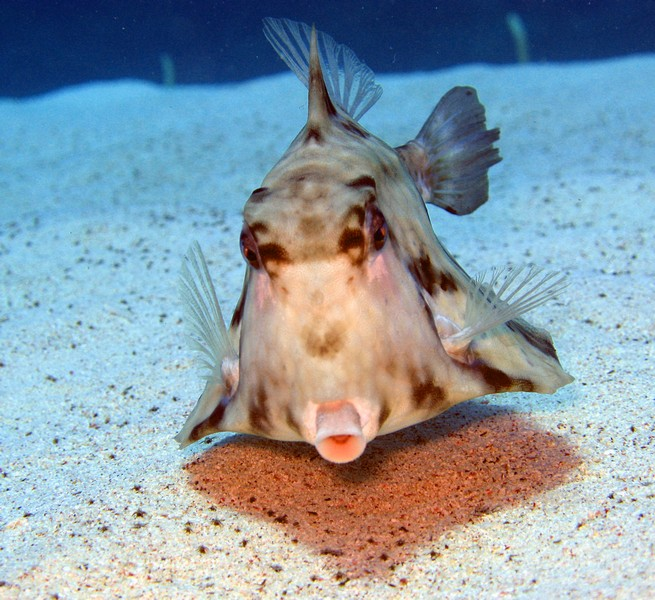
Tetrosomus gibbosus
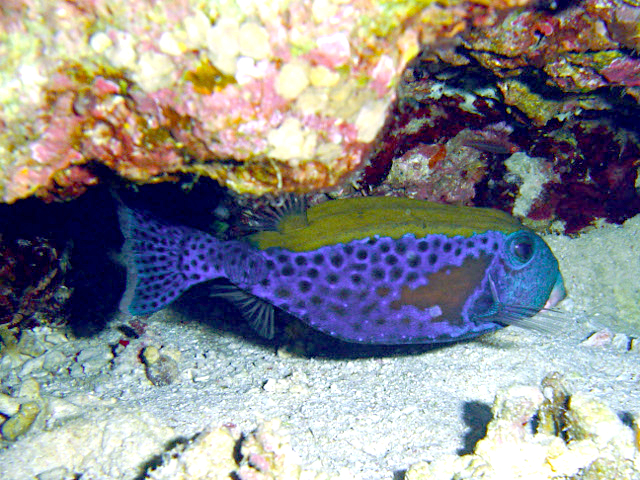
Ostracion cyanurus
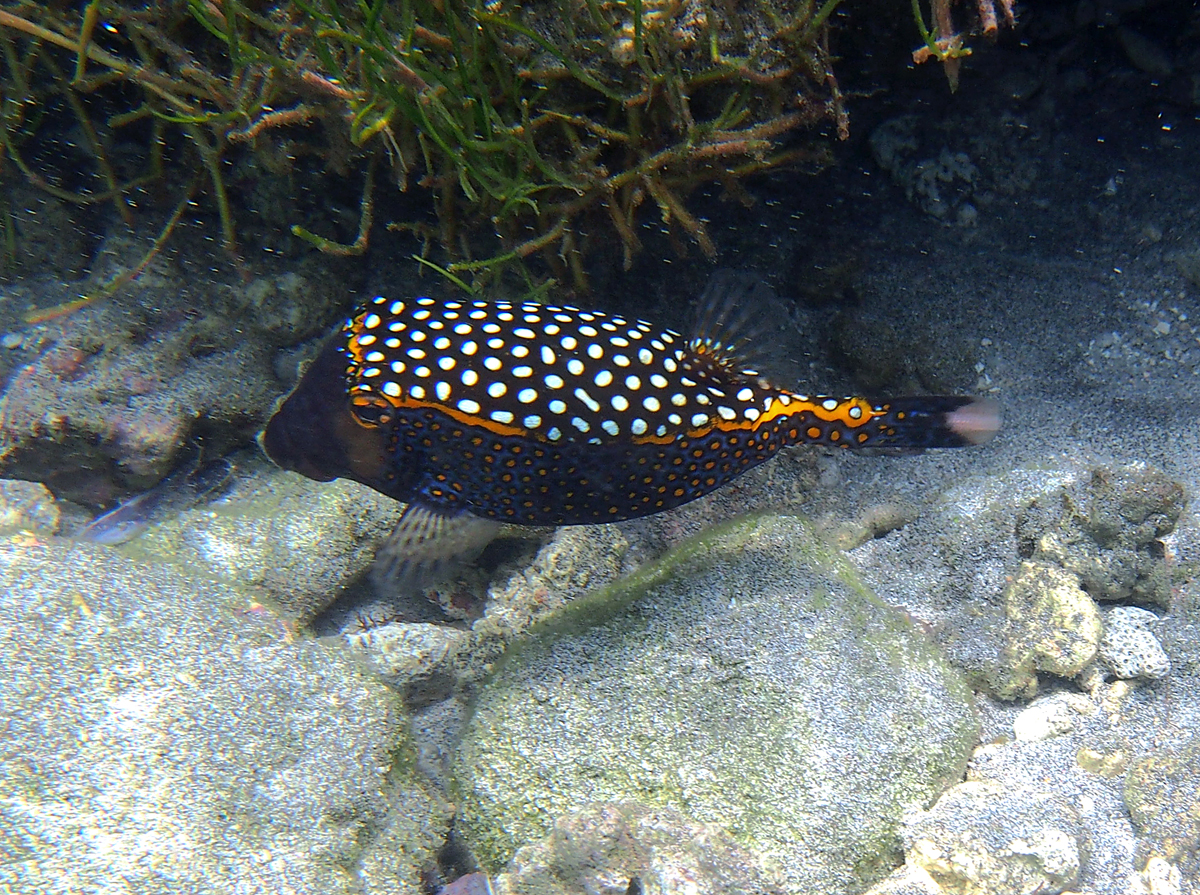
Ostracion meleagris mâle

## اقرأ أيضا
- ينفوخية
- ينفوخيات الشكل
- سمكة المبرد
- شعاعيات الزعانف
- سمك طائر
- الطرخين
- زنبق البحر
- أبو الشص
- نجم سمك
- أبو صندوق أخطم